# Bursa de Fabricius
A Bursa de Fabricius é um órgão linfoide primário exclusivo das aves que realiza hematopoiese, além da maturação e diferenciação de células produtoras de anticorpos, os linfócitos B. Quando o processo de maturação é finalizado, esses linfócitos se deslocam para os órgãos linfoides secundários.
Na imunidade humoral, os anticorpos produzidos pelos linfócitos B, chamados de imunoglobulinas possuem um importante papel de combate específico. Algumas das imunoglobulinas presentes nas aves são: IgM, IgY e IgA.
Macroscopicamente a bursa é um órgão em forma de bolsa que surge entre o terceiro e quinto dia de desenvolvimento embrionário na região dorsal, da porção final da cloaca das aves. Recebe este nome devido a Hieronymus Fabricius, que a descreveu em 1621.
A estrutura histológica da Bursa de Fabricius é semelhante ao timo. Este órgão está dividido em lóbulos (folículos) por septos de tecido conjuntivo frouxo, com pouco colágeno e celularidade abundante. Cada um dos lóbulos apresenta córtex e medula. Assim, na periferia da medula há uma camada de células epiteliais indiferenciadas, separadas do córtex por uma camada capilar. O lúmen é revestido por epitélio colunar pseudo-estratificado, exceto no ápice de cada folículo, que é revestido por um tecido epitelial de revestimento simples e colunar. O epitélio e o tecido linfoide subjacente formam pregas que se estendem para o lúmen da bursa. Em cada prega é possível verificar as camadas mucosa, submucosa, muscular e adventícia.
Assim como outros órgãos primários, a Bursa de Fabricius sofre involução gradual, ou seja, atrofia conforme se atinge a maturidade sexual e com isso o tecido linfoide secundário, se encarrega do restante da reação imune.